# Peter Altmeier
Ne doit pas être confondu avec Peter Altmaier.
Peter Altmeier est un homme politique ouest-allemand démocrate-chrétien, né le 12 août 1899 à Sarrebruck et mort le 28 août 1977 à Coblence. Il appartient au Parti du centre allemand (Zentrum) sous la république de Weimar, puis à l'Union chrétienne-démocrate d'Allemagne (CDU) en Allemagne de l'Ouest.
Il travaille dans le secteur privé entre les années 1920 et la fin de la Seconde Guerre mondiale, et siège au conseil municipal de Coblence entre 1927 et 1933.
En 1946, il est désigné président de la CDU du Land nouvellement créé de Rhénanie-Palatinat et membre de l'assemblée parlementaire régionale. À la suite des élections de 1947, il est investi ministre-président et reste en fonction près de 22 ans. Il établit ainsi le record de longévité à la tête d'un exécutif en Allemagne fédérale, tous gouvernements confondus. En 1955 puis 1959, il remporte la majorité absolue des sièges mais continue de gouverner en coalition avec les libéraux.
Il cède en 1966 la présidence régionale de la CDU à Helmut Kohl, qui le remplace trois ans plus tard à la présidence du gouvernement territorial. Il se retire alors de la vie politique.

## Vie privée
Peter Altmeier naît le 12 août 1899 à Sarrebruck, dans la province de Rhénanie. Il grandit à Coblence, capitale de la province. Il y meurt le 28 août 1977 et repose au grand cimetière.

## Vie professionnelle
À la suite de ses études secondaires, Peter Altmeier est enrôlé dans la Reichswehr. Il participe donc comme soldat aux combats de la Première Guerre mondiale. Il est fait prisonnier de guerre à la fin du conflit.
Libéré, il retourne en Allemagne où il intègre une école de commerce. Il termine en 1923 une formation de commerçant et commence sa vie professionnelle comme cadre supérieur dans le secteur privé. Il occupe entre 1940 et 1946 un poste de directeur général dans une grande entreprise de commerce de Rhénanie.

## Vie politique

### Premiers engagements
Sous la république de Weimar, Peter Altmeier milite au sein du Parti du centre allemand (Zentrum) et de la fédération Windthorst (de), l'organisation de jeunesse du parti. Entre 1927 et 1933, il est conseiller municipal de Coblence.

### Ascension après la guerre
À la suite de la Seconde Guerre mondiale, Peter Altmeier adhère à l'Union chrétienne-démocrate d'Allemagne (CDU). En 1946, il est nommé membre de l'assemblée parlementaire de Rhénanie-Palatinat, un Land créé par les autorités françaises d'occupation], ainsi que président régional de la CDU.
À l'occasion des élections régionales du 18 mai 1947 (de), il est élu député au Landtag dans la circonscription plurinominale de Montabaur. Il prend alors la présidence du groupe CDU, qui compte 48 députés sur 101, et la présidence de la commission de l'Alimentation et de l'Approvisionnement.

### Ministre-président
Le 9 juillet 1947, Peter Altmeier est investi ministre-président de Rhénanie-Palatinat, à l'âge de 48 ans. Il met sur pied un gouvernement de concentration qui réunit les quatre partis siégeant au Landtag : l'Union chrétienne-démocrate, le Parti social-démocrate d'Allemagne (SPD), l'alliance Parti libéral/Fédération sociale populaire (LP/SV, future Parti libéral-démocrate (FDP) et le Parti communiste d'Allemagne (KPD).
Le FDP et le KPD se retirent de la majorité gouvernementale moins d'un an plus tard, le 9 avril 1948, ce qui laisse le ministre-président gouverner avec le soutien d'une « grande coalition » entre la CDU et le SPD. Il prend à cette occasion le poste de ministre régional de l'Économie et des Transports. Après les élections régionales du 29 avril 1951 (de), il remplace le SPD par le FDP comme allié et constitue donc une « coalition noire-jaune ».
Les élections régionales du 15 mai 1955 (de) sont l'occasion pour la CDU de conquérir la majorité absolue au Landtag avec 51 députés. Bien que cela ne soit pas nécessaire pour se maintenir au pouvoir, Peter Altmeier reconduit son pacte avec le Parti libéral. Il en fait de même à la suite des élections régionales du 19 avril 1959 (de), au cours desquelles il fait élire 52 parlementaires.
Il perd cette majorité aux élections régionales du 31 mars 1963 (de) mais enchaîne son cinquième mandat consécutif en confirmant sa coalition de centre droit. Lors des élections régionales du 23 avril 1967 (de), les chrétiens-démocrates obtiennent 49 élus et le ministre-président est investi pour la sixième fois consécutive avec l'appui des libéraux. Il cède à ce moment-là la direction du ministère de l'Économie, dont il assume l'autorité depuis plus de 19 ans.
Il passe au total 21 ans et dix mois consécutifs à la direction de l'exécutif territorial, ce qui constitue un record absolu en Allemagne fédérale. Son bilan comprend notamment le transfert de la capitale régionale de Coblence à Mayence, et l'obtention de l'installation du siège social de la chaîne publique ZDF dans cette même ville.
Il préside par deux fois le Conseil fédéral, d'abord entre 1954 et 1955, puis de 1965 à 1966. Avec Hans Ehard, Georg August Zinn, Franz-Josef Röder, Hans Koschnick, Bernhard Vogel et Johannes Rau, il fait donc partie des chefs de gouvernement régionaux ayant présidé deux fois la chambre des Länder.

### Retrait
Ayant cédé en 1966 la présidence régionale de la CDU au président du groupe parlementaire Helmut Kohl, Peter Altmeier démissionne de la présidence du gouvernement de Rhénanie-Palatinat le 18 mai 1969, affirmant qu'il n'agit pas « tout à fait » de façon volontaire. Kohl prend ainsi sa succession.